# Euagrus anops
Espèce
Euagrus anops est une espèce d'araignées mygalomorphes de la famille des Euagridae.

## Distribution
Cette espèce est endémique du San Luis Potosí au Mexique,. Elle se rencontre à Xilitla dans la grotte Cueva de la Porra.

## Description
La femelle holotype mesure 5 mm.
La carapace de la femelle holotype mesure 2,0 mm de long sur 1,7 mm.
Cette espèce troglobie est anophtalme.

## Publication originale
- Gertsch, 1973 : A report on cave spiders from Mexico and Central America. Association of Mexican Cave Studies Bulletin, vol. 5, p. 141-163.